# Stephen Appiah
Stephen Leroy Appiah (* 24. Dezember 1980 in Accra) ist ein ehemaliger ghanaischer Fußballspieler und heutiger -trainer.

## Karriere

### Verein
Erste Station Appiahs in Europa war Udinese Calcio in Italiens Serie A. Im Sommer 2000 wechselte er für umgerechnet 700.000 Euro zum Ligakonkurrenten AC Parma. Nach zwei durchschnittlichen Jahren folgte zur Saison 2002/03 der die Leihe zu Brescia Calcio, wo ihm unter Carlo Mazzone der Durchbruch gelang. Zu Beginn der Saison 2003/04 verpflichtete ihn Juventus Turin für acht Millionen Euro. Zur Saison 2005/06 wechselte Appiah in die türkische Süper Lig zu Fenerbahçe Istanbul, die Höhe der Ablösesumme lag ebenfalls bei acht Millionen Euro. Dort unterschrieb er einen Vierjahresvertrag mit der Option auf ein weiteres Jahr. Sein erstes Spiel für Fenerbahçe bestritt er am 5. August 2005 gegen Gençlerbirliği Ankara. Wegen einer komplizierten Verletzung wurde sein Vertrag zum Ende der Saison 2007/08 ausgesetzt. Anschließend hielt er sich bei seinem Ex-Club Brescia Calcio fit. Im November 2009 wurde der bis dahin vereinslose ghanaische Nationalspieler vom FC Bologna verpflichtet, wo er jedoch im Saisonverlauf nur zweimal zum Einsatz kam. Am Ende der Spielzeit 2009/10 wurde sein Vertrag nicht verlängert. Im August 2010 unterzeichnete Stephen Appiah einen Vertrag beim Serie-A-Aufsteiger AC Cesena für die Spielzeit 2010/11. Nach fast acht Monaten der Vereinslosigkeit wurde Appiah Anfang Februar 2012 vom serbischen Erstligisten FK Vojvodina Novi Sad bis zum Saisonende unter Vertrag genommen.

### Nationalmannschaft
Sein erstes Länderspiel für Ghana bestritt Stephen Appiah 1996 gegen die Nationalmannschaft von Benin. Im Kader Ghanas für die Weltmeisterschaft 2006 in Deutschland gehörte der Mittelfeldspieler und Kapitän unter Trainer Ratomir Dujković zu den erfahrensten und wichtigsten Spielern. Mit den Black Stars erreichte er bei jenem Turnier das Achtelfinale, in dem man mit 0:3 an Brasilien scheiterte. 2006 wurde er zu Ghanas Fußballer des Jahres gewählt.
Bei der Weltmeisterschaft 2010 in Südafrika erreichte er mit seinem Team unter dem serbischen Trainer Milovan Rajevac das Viertelfinale, wo man nach Elfmeterschießen gegen Uruguay ausschied. Appiah war dabei allerdings nur noch Einwechselspieler. Nach der WM gab er seinen Rücktritt aus der Nationalmannschaft bekannt.

### Als Trainer
Bei der Fußball-Weltmeisterschaft 2014 in Brasilien agierte er als Co-Trainer von James Kwesi Appiah bei der Fußballnationalmannschaft von Ghana.

## Erfolge
- U-17-Weltmeister 1995 mit Ghana
- Ghanaischer Meister 1996/97 mit Hearts of Oak SC
- Ghanaischer Pokalsieger 1996 mit Hearts of Oak SC
- Italienischer Pokalsieger 2001/02 mit der AC Parma
- Italienischer Meister 2004/05 mit Juventus Turin (später wegen des Manipulationsskandals aberkannt)
- Türkischer Meister 2006/07 mit Fenerbahçe Istanbul